# I'm Gone
I'm Gone è un singolo del rapper statunitense Tyga, pubblicato il 12 febbraio 2012 su etichetta Young Money Entertainment.

## Tracce
1. I'm Gone – 5:07